# 何茂取
何茂取（1900年—1980年）是台灣嘉義縣民雄鄉出身的政治人物，曾任江厝店公學校（今興中國小）校工、御煎齋漢藥房中醫師、嘉義市市長、台灣省議員、嘉義縣縣長。

## 生平
1954年在競選第2屆嘉義市市長期間，尋求連任的賴淵平被戒嚴時期的中華民國政府以違反競選規則為由，撤銷參選資格，最終投票結果，賴獲一萬餘票全成「廢票」，由僅獲六千餘票的何茂取當選嘉義縣嘉義市長，1957年連任。
1964年當選第5屆嘉義縣縣長。

## 家庭
- 父親：何振猷
- 外孫女莊和子：與丈夫顏永財共同創辦微相科技，曾任民進黨籍立委，2008年參選立委連任失敗。現定居美國加州。